# الأخوان مونغولفييه
الأخوان مونغولفييه، جوزيف-ميشيل مونغولفييه (26 أغسطس 1740 - 26 يونيو 1810) وجاك-إيتيان مونغولفييه (6 يناير 1745 - 2 أغسطس 1799)، مخترعان فرنسيان من الرواد في مجال الطيران وصناعة المناطيد، بالإضافة إلى كونهما من صانعي الورق. ابتكرا بالون الهواء الساخن وأطلقا عليه اسم "globe aérostatique"، الذي شهد أول رحلة طيران بشرية مؤكدة في عام 1783.
كانت أكثر تجارب الأخوين مونغولفييه نجاحًا هي تجربة "بالون الهواء الساخن". كان البالون مزودًا بقفص معلق في أسفله، بالإضافة إلى موقد فحم مشتعل يعمل على تسخين الهواء، مما يولد تيارًا من الهواء الساخن الذي يُدفع داخل البالون ليؤدي إلى رفعه عن الأرض. اعتمد تحليقه في الجو على سرعة الرياح الطبيعية. في حزيران 1783، نجح البالون لأول مرة في الارتفاع عن الأرض حاملاً معه جاك إيتان، وظل محلقًا في الجو لمدة تقارب العشر دقائق في منطقة آنوناي بفرنسا. تقديرًا لنجاحهما، رفع الملك لويس السادس عشر والدهم بيير إلى طبقة النبلاء.
اخترع جوزيف-ميشيل أيضا المضخة الهيدروليكية ذاتية التشغيل في عام 1796، بينما أسس جاك-إيتيان أول مدرسة مهنية لصناعة الورق. وعمل الأخوان معًا على ابتكار عملية تصنيع الورق الشفاف.

## حياتهما
ولدا لعائلة من مصنعي الورق في مدينة آنوناي بفرنسا لأب يدعى بيير مونغولفييه (1700–1793) ووالدتهما كانت تدعى آن دوريت (1701–1760) اللذان كانا لديهما ستة عشر طفلاً من بينهما جوزيف وإيتان.
كان جوزيف وهو الابن الثاني عشر لبيير حالماً وذا عقل نموذجي للاختراع وقليل الاهتمام بالأعمال والتواصل الاجتماعي، أما شقيقه إيتان الابن الخامس عشر فكان مختلفاً عنه؛ فهو ذو عقل عملي محب للأعمال أرسله والده بيير إلى باريس ليصبح مهندساً معمارياً بسبب كثرة مشاكله بين الناس. وبسبب وفاة مفاجئة وغير متوقعة لشقيقه الأكبر ريموند في 1772 م الذي كان يتولى أعمال العائلة فقد تم تكليفه ليصبح المسؤول عن هذه الأعمال بدلاً منه.
في السنوات العشرة اللاحقة قام إيتان بتطبيق موهبته في الابتكار التقني لأعمال العائلة (كانت صناعة الورق في القرن الثامن عشر من أهم الصناعات التقنية), نجح إيتان في دمج أحدث الابتكارات الهولندية التي كانت مستخدمة في الطواحين الهولندية لأعماله، وقد تسبب فعله هذا إلى أن تعترف به الحكومة الفرنسية وكذلك حصوله على منحة من الحكومة الفرنسية لإنشاء مصنع مونغولفييه ليصبح نموذجاً يحُتذى به بين صنّاع الورق الفرنسيين.

## التجارب الأولية
كان جوزيف هو الذي فكّر أولاً في بناء الآلات في بداية عام 1777 م عندما لاحظ أن غسيل الملابس المنشورة فوق النار قد تشكلت به جيوبٌ مليئةٌ بالهواء الساخن أخذت تتصاعد إلى أعلى.
في نوفمبر من عام 1782 م بمدينةأفينيون بدأ جوزيف تجاربه الأولى، وقد ذكر جوزيف بعد بضع سنوات لاحقة السبب الذي جعله يصمم هذا الاختراع حيث قال:  في إحدى الأمسيات كنت أشاهد اطلاق النار وقد كان السبب أحد القضايا العسكرية في ذلك اليوم وهو الهجوم الذي استمر يوماً كاملاً على حصن جبل طارق أثبت الحصن خلالها أنه منيع من كلا الجهتين البحر والبر. ففكّرت في إمكانية أن يكون الهواء هجوماً جوياً وذلك برفع القوة التي هي بنفس قوة رفع الجمر في النار . أعرب جوزيف عن اعتقاده بأن الغاز الصاعد من النار هو غاز ذو خاصية مميزة وقد سمّاه باسم «غاز مونغولفييه الذي لديه خاصية كونه غاز خفيف الوزن»(ولكنه في الحقيقة يكاد يكون هواءً حالما يزداد تسخينه يكون قابلاً للطفو في الهواء).
و نتيجة لهذه التأملات قام جوزيف ببناء مايشبه الصندوق 1×1×1.3 متر (3 قدم × 3 قدم (0.91 م) 4 قدم) وقد كان مصنوعاً من خشب رقيق جداً مغطى من أعلى وجانبي الصندوق بقماش يسمى التفتة أو (التفتا) وهو نوع من النسيج الحريري الرقيق، ومن ثم قام بتكويم وإشعال بعضٍ من الورق الذي هو تحت الجزء السفلي من الصندوق، وقد لاحظ بعدها أن هذا الشيء الغريب الذي صنعه قد ارتفع وارتطم بالسقف. بعد تجربة هذا أرسل جوزيف رسالة إلى شقيقه ايتان ليصنع له بالوناً من الورق قائلاً له في رسالته:  بسرعة قم بالحصول على الإمدادات اللازمة لبناء بالون من قماش التفتة مع الحبال المستخدمة في السفن وسوف ترى بعدها شيئاً من أكثر المشاهد إثارة للدهشة في العالم . قام الأخ ببناء جهاز مماثل لما صنعه جوزيف لكنه أكبر منه بـ 27 مرة. في 14 ديسمبر من عام 1782 كانت أول تجربة على الإطلاق حلّق المنطاد خلالها مسافة كيلومترين (1.2 ميل) وقد كانت قوة الرفع كبيرة لدرجة أنهما فقدا السيطرة عليه ولكنه تدّمر بعد هبوطه مباشرة من قبل طيش المارّة.

## المظاهرات العامة

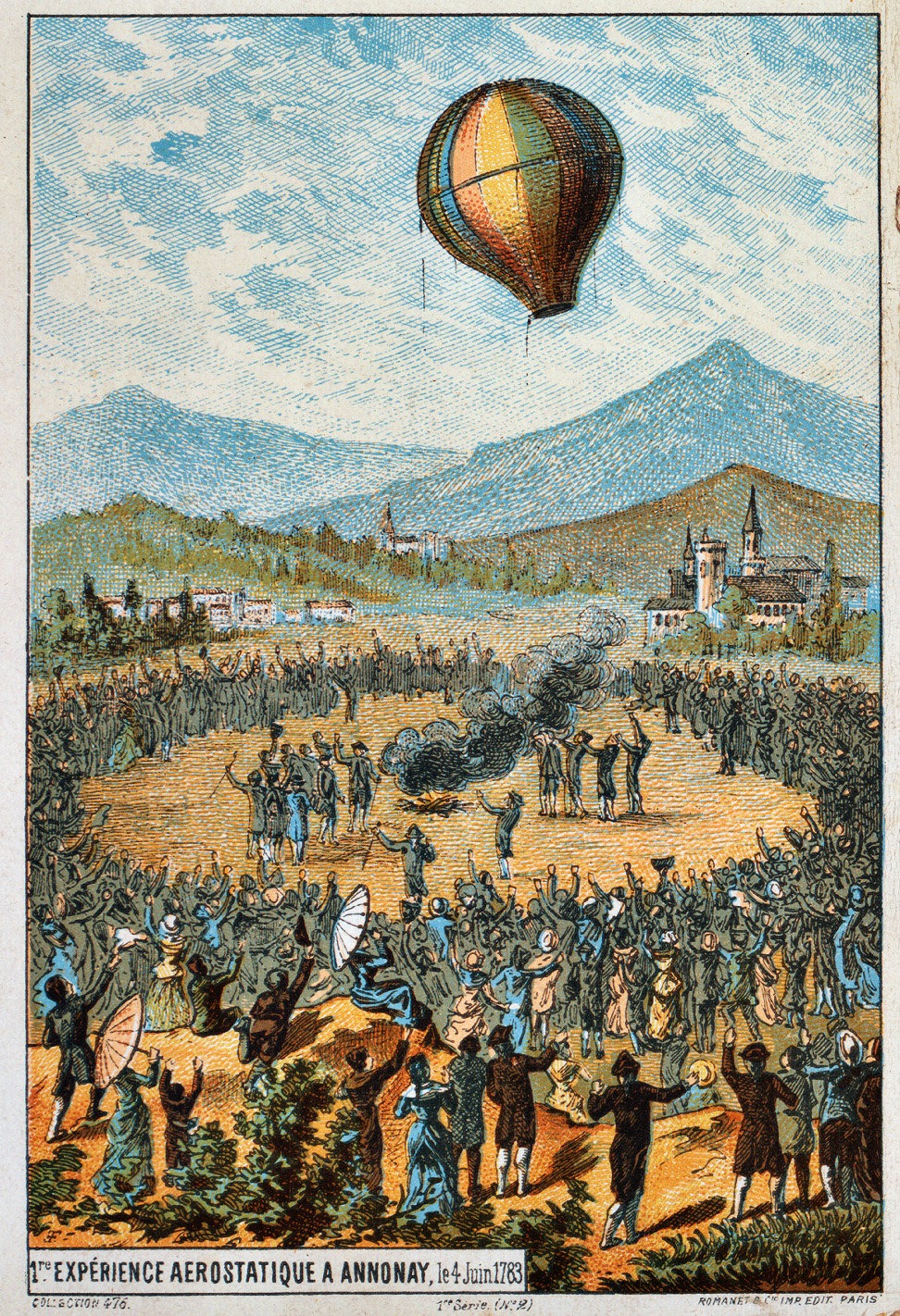
أول تجمع جماهيري في مدينة أنوناي 4 يونيو عام 1783 م

من أجل أن يتم نسب اختراع المنطاد الهوائي إليهما قرر الشقيقان إجراء تجمع جماهيري. فقاما ببناء البالون على شكل الكرة الأرضية من قماش الخيش وتم تبطينه من الداخل بثلاث طبقات رقيقة من الورق. وقد احتوى غلاف المنطاد ما يقارب 790 متر مكعب (28,000 قدم مكعب) من الهواء وكان وزنه 225 كجم (500 رطل). أُنشئ المنطاد الهوائي من أربع قطع هي: القبة وثلاثة قيود جانبية معقودة معاً عن طريق الأزرار التي كان عددها 1800 زر، وقد وضعت شبكة صيد الأسماك كغطاء لحبال المنطاد. 4 يونيو من عام 1783 م حلّق المنطاد في مدينة آنوناي أمام مجموعة من كبار الشخصيات مسافة كيلومترين (1.2 ميل) في مدة زمنية قصيرة وهي 10 دقائق قدّر ارتفاعه بـ 1,600-2,000 م (5,200-6,600 قدم). وصلت شهرة الأخوين مونغولفييه ونجاح اختراعهما إلى باريس بسرعة كبيرة لذلك ذهب إيتان إلى العاصمة لإجراء المزيد من المظاهرات من أجل المطالبة بترسيخ «اختراع الطيران» إلى الأخوين مونغولفييه، وبسبب خجل ومظهر جوزيف المتهالك لم يذهب معه وبقي مع عائلته بعكس شقيقه إيتان الذي اتصف بالاعتدال في مظهره وقدرته على الحوار.

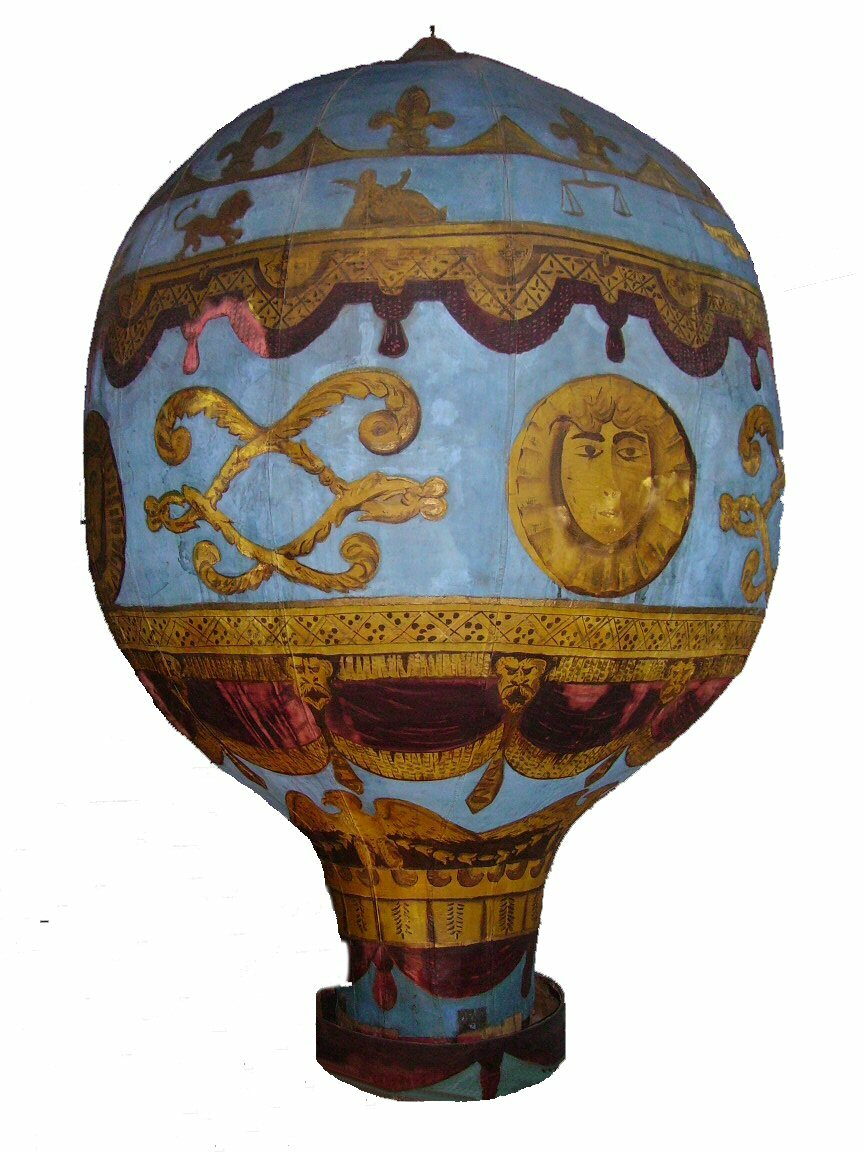
نموذج مصغّر لما صنعاه الشقيقان مونغولفييه للبالون في متحف العلوم (لندن)

بعد التعاون الناجح مع الشركة المصنعة لورق الجدران جان باتيست ريفيليون قرر إيتان أن يبقى معها وقام بصنع غطاء طوله 37500 قدم مكعب (1060 م³) من قماش التفتة (التفتا) المغلفة بورنيش من حجر الشب (الذي له خصائص مقاومة للحريق). كان البالون بلون السماء الزرقاء ومزخرف بزخرفة ذهبية وبه دائرة البروج ومرسوم فيه الشمس أيضاً وقد ظهرت بشكل واضح اللمسات الخاصة المميزة لورق جدران ريفيليون. بدأ الاختبار التالي في الحادي عشر من سبتمبر في ساحة ايفيرد تايون دو تيليت بالقرب من مصنع ريفيليون. ولا يخفى أنه كان هناك بعض القلق إزاء الآثار المترتبة على الطيران في الغلاف الجوي العلوي على الكائنات الحية، لذا اقترح الملك بوضع اثنين من المجرمين في التجربة الثانية للبالون، ولكن من الأرجح أن المخترعين قررا إرسال خروفاً يدعى  مونتاشيل  ومعناه («تسلق إلى السماء»)، بطةً وديكاً ليحلقوا عالمياً. في 19 سبتمبر 1783 م حلّق المنطاد  آريسوتيت ريفيليون  بالكائنات الحية لأول مرة وقد كانت الحيوانات موضوعة في سلة معلقة على البالون. ومن الأسباب التي دعتهما لوضع الخروف هو لكونه قريب تشريحياً من علم وظائف الأعضاء البشرية. وقد توقعا من أن تكون البطة سالمةً في أثناء تحليقها عالياً فقد أُدرجت البطة كعنصر تحكم عن الآثار الناجمة عن المنطاد أثناءالارتفاع العمودي. أما الديك فقد تم إدراجه كعنصر تحكم آخر لكونه طائراً لم يسبق له أن حلّق في ارتفاعات عالية. وقد تم تنفيذ كل هذا أمام حشد ملكي في قصر فيرساي، أمام الملك لويس السادس عشر وزوجته ماري انطوانيت. استغرقت الرحلة حوالي ثماني دقائق غطّى المنطاد خلالها مسافة ميلين (3 كم) وارتفاعه حوالي 1,500 قدم (460 م). هبط بعدها البالون بسلام بعد تحليقه.

## رحلة مأهولة

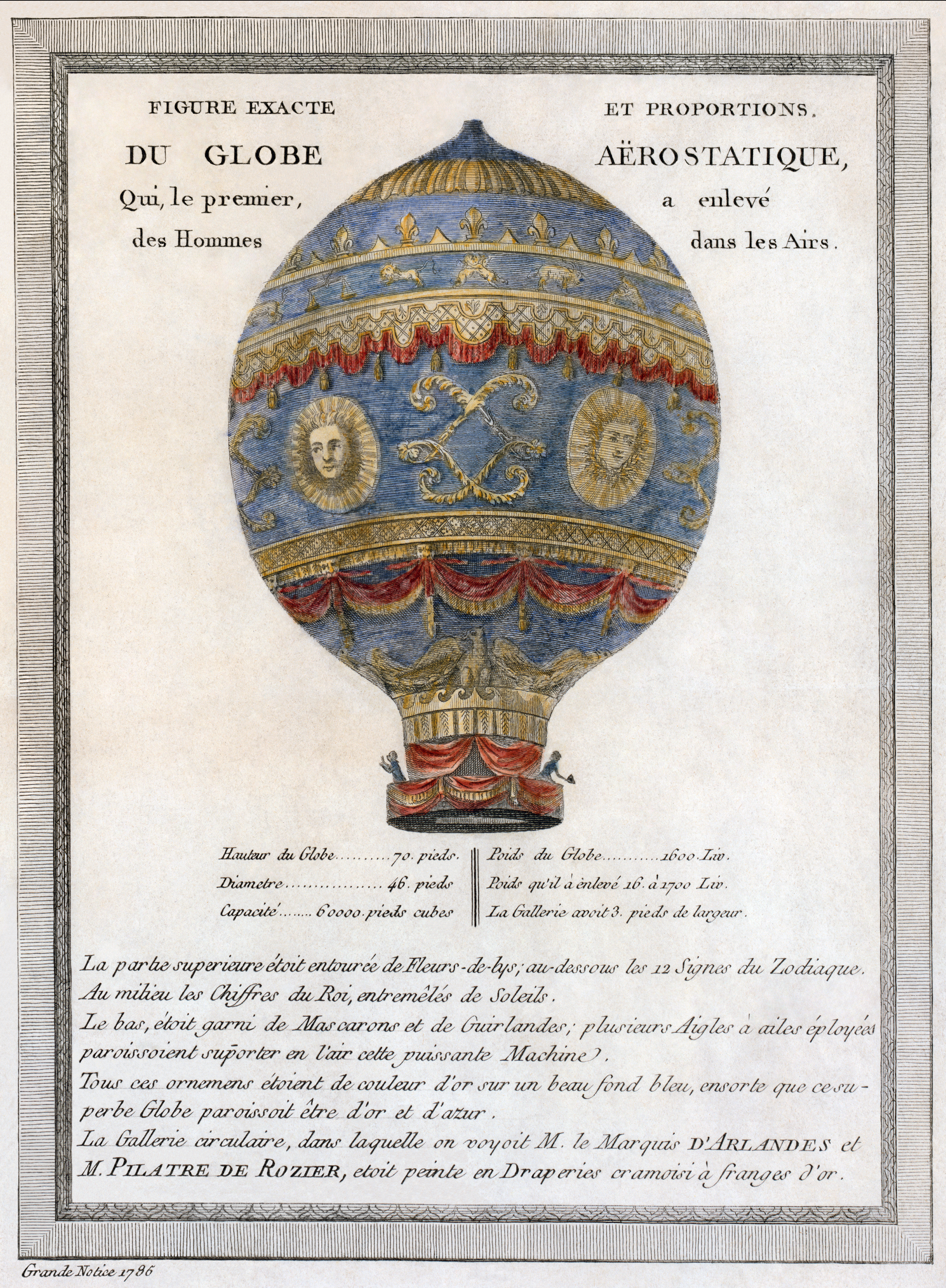
تصوير 1786 م لبالون الاخوة مونغولفييه التاريخي مع البيانات الهندسية. تتوفر تفاصيل في الترجمة على صفحة الصورة في خانة وصف الصورة

مع نجاح المظاهرة في فيرساي تعاون ايتان مرة أخرى مع مصنع ريفيليون لبناء منطاد طوله 60,000 قدم مكعب (1,700 م³) وذلك من أجل جعله منطاداً يحمل البشر في رحلات الجوية. فكان طول البالون 75 قدماً وقُطره خمسين قدماً، وقد غلب طابع الزخارف الذهبية التي كان يستخدمها مصنع ريفيليون واضحةً فيه، فالأرقام كانت ذهبية على خلفية زرقاء داكنة ومزخرفة بزخارف ذهبية وفيها دائرة البروج وقد رُسمت الشمس، وتم أيضاً رسم وجه الملك لويس السادس عشر في الوسط مع المشبك الملكي لزيادة التأثير والطابع الملكي على البالون. أما الأقمشة المستخدمة فيه فكانت باللونين الأحمر والأزرق، ووُضعت النسور الذهبية في قاعدة البالون. في 15 أكتوبر من 1783 م أصبح إيتان مونغولفييه أول إنسان يقلع عن سطح الأرض مستخدماً المنطاد الهوائي بدأها من أمام ساحة مصنع ريفيليون. وفي وقت لاحق من ذلك اليوم نفسه أصبح جان فرانسوا بيلاتير دي روزيير الشخص الثاني ليحلق بالمنطاد عالياً في الهواء إلى ارتفاع 80 قدماً (24 متراً) وقد كان هذا الحد الأقصى لطول الحبل المتصل به.
في 21 نوفمبر 1783 م حلّق المنطاد الهوائي في أول رحلة مجانية للبشر حصل عليها بيلاتير مع رجل آخر وهو ضابط في الجيش يدعى فرانسوا لوران دي آرلانديز. بدأت رحلة المنطاد من أرض  شادو دي لاميوت  (بالقرب من حديقة غابة بولونيا) في الضواحي الغربية لباريس. حلق المنطاد عاليا إلى ارتفاع ما يقارب 3,000 قدم (910 م) فوق مدينة باريس محققاً مسافة قدرها تسعة كيلومترات في 25 دقيقة، وقد حطّ البالون بين طواحين الهواء خارج أسوار مدينة باريس وبالتحديد في الحي السكني المسمى بـبيوتيه أو كاليز. ولاحظا في نهاية الرحلة أنه لا يزال هناك ما يكفي من وقود المنطاد الهوائي وقد سمح هذا الوقود الفائض في البالون أن يحلق مرة أخرى (حوالي أربع أو خمس مرات). ولكن كانت هناك مشكلة النار الحارقة المصاحبة للجمر تحرق نسيج البالون ولا بد من مسحه بإسفنجة مليئة بالماء ولم يكن لديهما واحدة فإن لم يفعلوا شيئاً لإطفائها فإن البالون سيدمر ويسقط، عندها خلع بيلاتير معطفه لإطفاء النار قبل أن يتدمر كل شيء.
تركت الرحلات الأولى أثراً واضحاً في ذلك الوقت من الزمن فأصبحت من الأحداث العظيمة والمدهشة لبني البشر، فطُبعت العديد من النقوش التي تصف هذا الحدث العظيم من الطيران مثل شراء الأواني الفخارية المزينة بصور بسيطة عن البالون الهوائي. ورُسمت المناطيد الهوائية في مساند الكراسي وتم صنع ساعة موقد مطلية بالذهب البرونزي مماثلة لمجموعة قرص الساعة الموجودة في المنطاد الهوائي.
أحداث

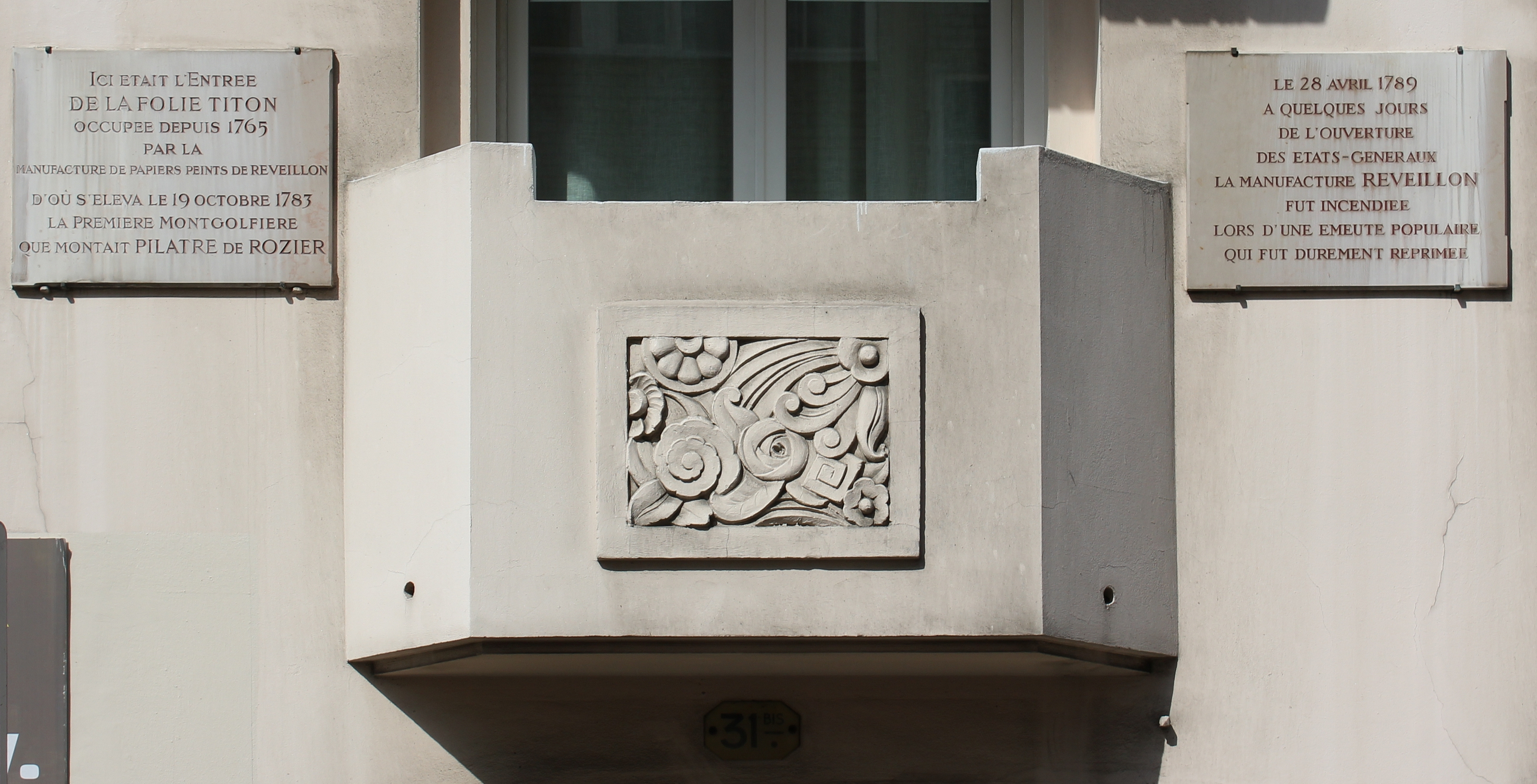
لوحة على أحد المنازل في شارع 31 دي مونروي بباريس موضحة فيه أن هذه هي ساحة ايفيرد تايون دو تيليت بالقرب من مصنع ريفيليون الذي بدأت فيه انطلاق المنطاد لأول مرة في 15 أكتوبر من عام 1783 م

- في 19 يناير من عام 1784 حمل منطاد مونغولفييه الضخم 7 ركّاب على ارتفاع 3,000 قدم فوق مدينة ليون.[14]
- عام 1784 م هبط المنطاد فليسييل (سُمّي على اسم جاك دي فليسييل سيء الحظ الذي أصبح في وقت لاحق أول ضحية في سجن الباستيل) هبوطاً قوياً حاملاً معه الركاب.
- في يونيو من نفس السنة أيضاً شاهد غوستاف أول غناء في المنطاد الهوائي وكانت من تغني أنثى طيّار تدعى إليزابيث ثيببل.

## مابعد الإطلاق

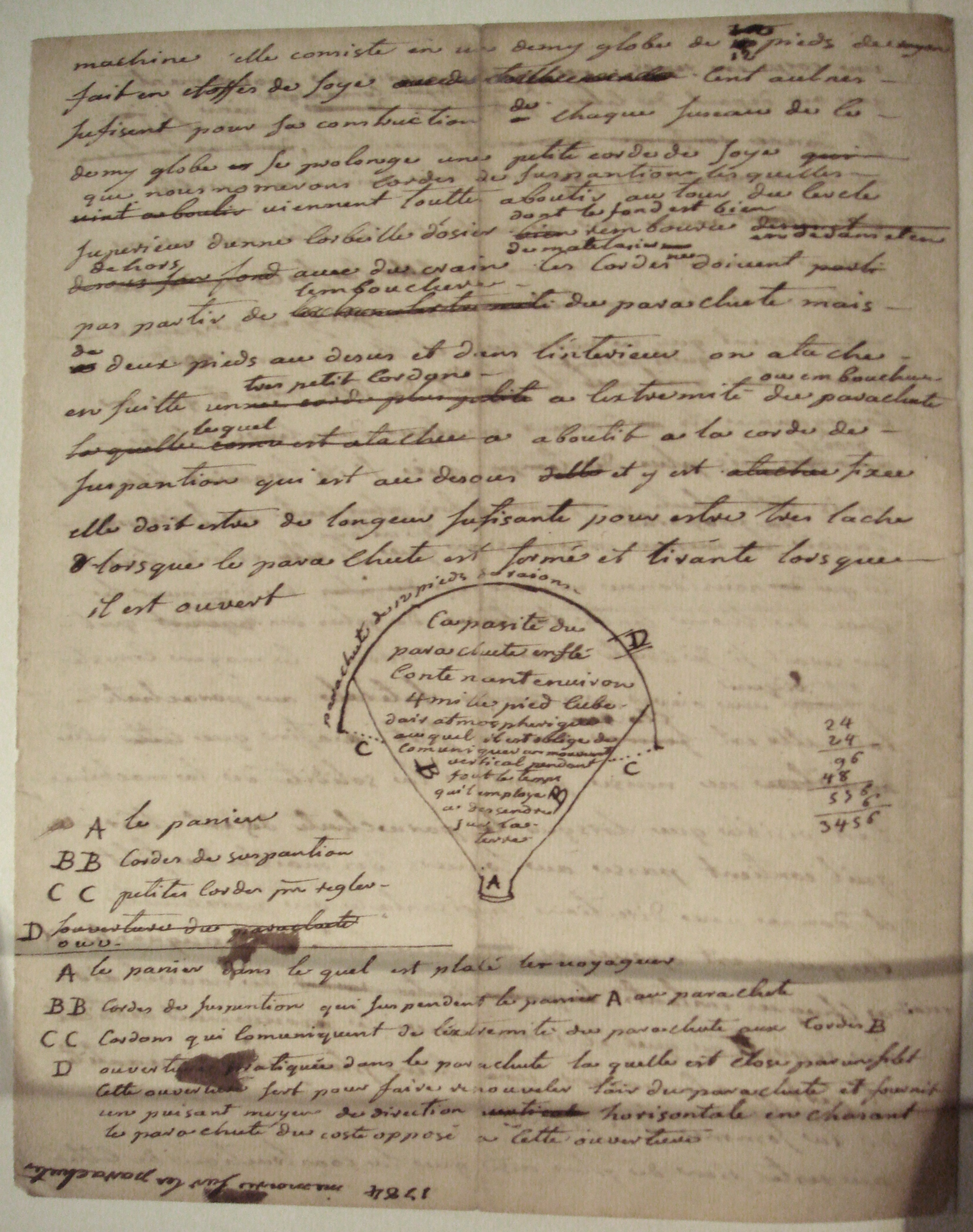
مخطوطة لمونغولفييه يصف فيهااختراعه، عام 1784 م

في 1766 م اكتشف العالم البريطاني هنري كافنديش غاز الهيدروجين عندما أضاف حامض الكبريتيك إلى الحديد والقصدير أو الزنك، وقد كان هذا مناسباً لأعمال مونغولفييه هذا التطور الكبير فبدأ ايتان بالعمل على تطوير المنطاد الهوائي باستخدام غاز الهيدروجين. في 27 أغسطس 1783 م قام جاك ألكسندر سيزر شارلز  والأخوان روبرت (روبرت آن جان، وروبرت لويس نيكولا) ببناء منطاد باستخدام هذا الغاز. بعد حوالي ثلاثة أشهر في 1 ديسمبر كانت أول رحلة له من على أرض ساحة دي مارس بباريس حلق به جاك تشارلز وروبرت لويس نيكولا فكانت أول رحلة منطاد مأهولة بغاز الهيدروجين واستغرقت الرحلة ساعتين و5 دقائق غطى المنطاد خلالها مسافة 36 كم. بعد ذلك حلّق جاك شارل بالمنطاد مرة أخرى ولكن هذه المرة وحده وحلق إلى ارتفاع 3,000 متر. مما يذكر في ذلك الوقت أن ستة آلاف شخص دفعوا ثمناً للحصول على مقعد في هذا المنطاد الذي يعمل بالغاز المكتشف حديثاً وهو غاز الهيدروجين. في ذلك الزمن ظهرت الكثير من التقنيات والكثير من المتنافسين في مجال صناعة المناطيد الهوائية. في يناير 1785م استخدمت في الأحداث الرسمية مثل عبور بحر المانش من قبل الطيارين الفرنسيين-الأمريكيين جان بيير بلانشار والطبيب جون جيفرس. وفي الآونة الأخيرة تم تحقيق العديد من سجلات الطيران عن طريق مناطيد مختلفة التصاميم ولكنها هجينة مثل منطاد روزيير الذي جمع بين سيطرة ارتفاع المنطاد الهوائي الساخن مع الطفو الدائم وارتفاع الغازات.

## الادعاءات المتنافسة
نتيجة للنجاح الكبير ظهرت الكثير من الإدعاءات التي تقول أن فكرة المنطاد الهوائي قد سُرقت قبل 74 عاماً، وأن الفكرة الأصلية أتت من قبل الكاهن البرتغالي-البرازيلي  بارتولوميو دي غوسماو , وقد نُشر وصفّ لاختراعه في عام 1709 في فيينا، وعثر على نشر آخر مفقود لاختراعه في الفاتيكان سنة 1917م. ومع ذلك فإن هذا الإدعاء لم يُعترف به من قبل مؤرخي الطيران في خارج المجتمع البرتغالي ولاسيما الإتحاد الدولي للطيران.

## معرض الصور

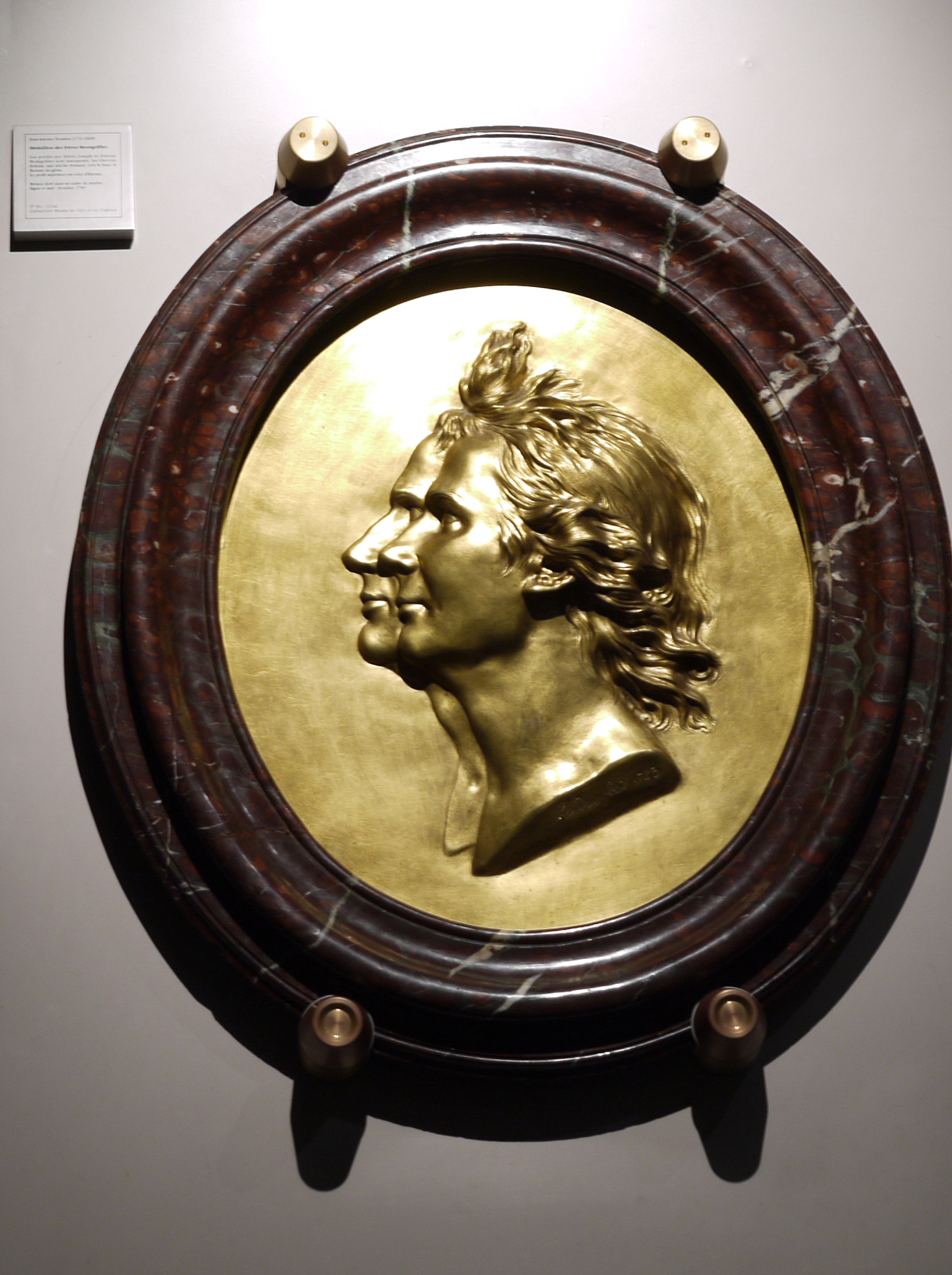
الميدالية البرونزية للشقيقان مونغولفييه.
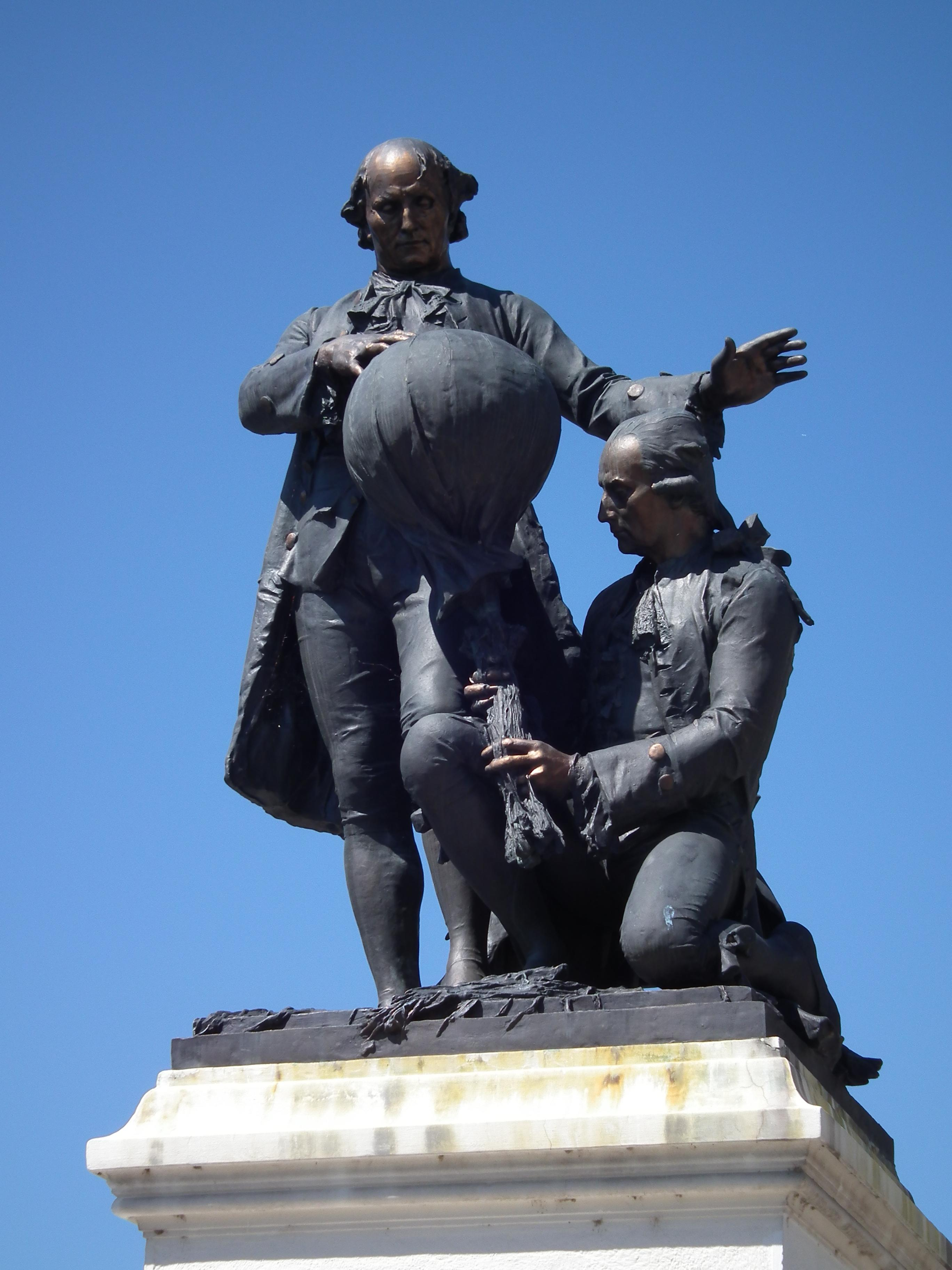
نصب للشقيقان مونغولفييه في آنوناي -أرديش- فرنسا.
- الشعار الجديد لشركة كانسون للأوراق منذ عام 2011 م.
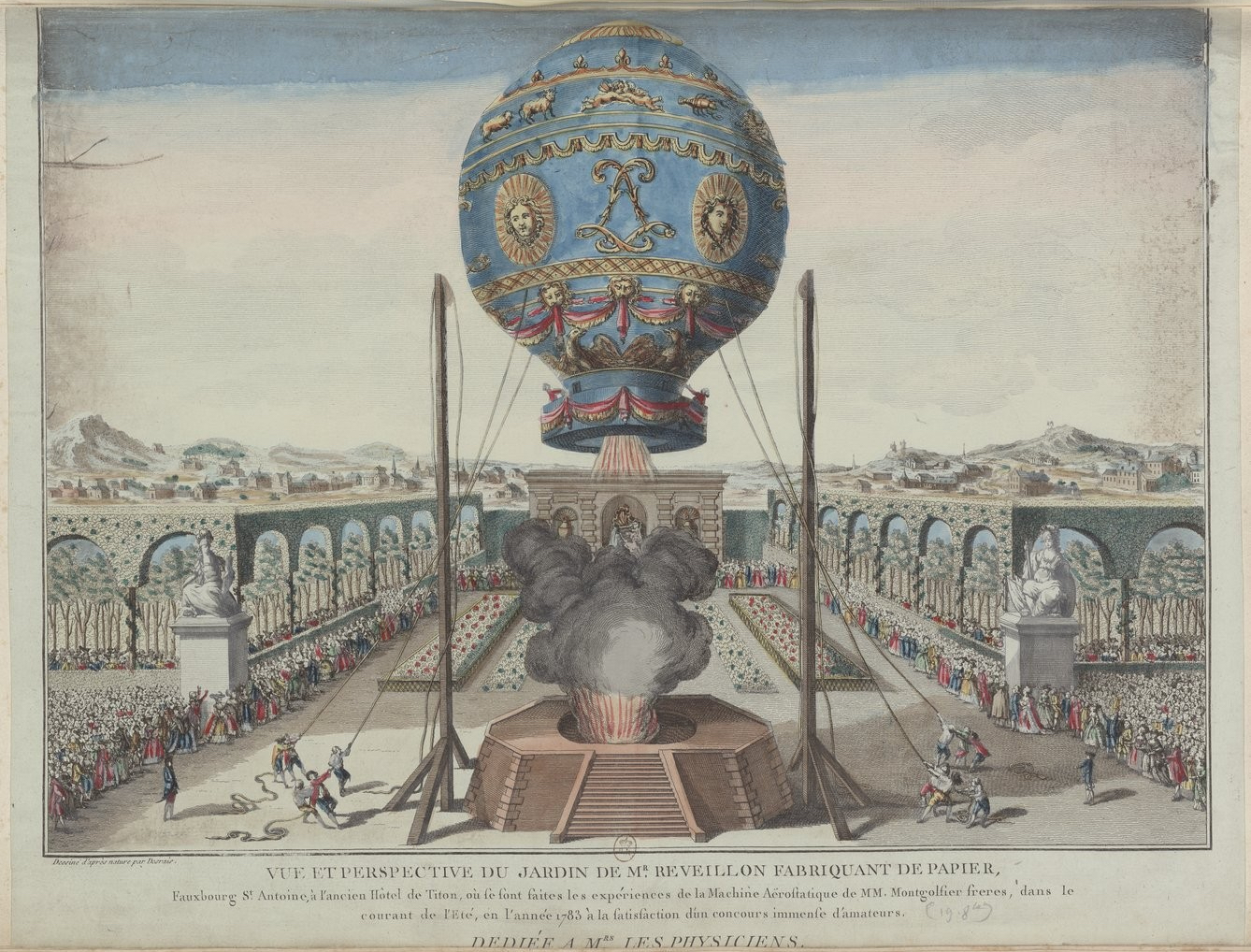
رسم تصويري لبداية انطلاق منطاد الأخوان مونغولفييه من أمام ساحة فوليه تيتون.
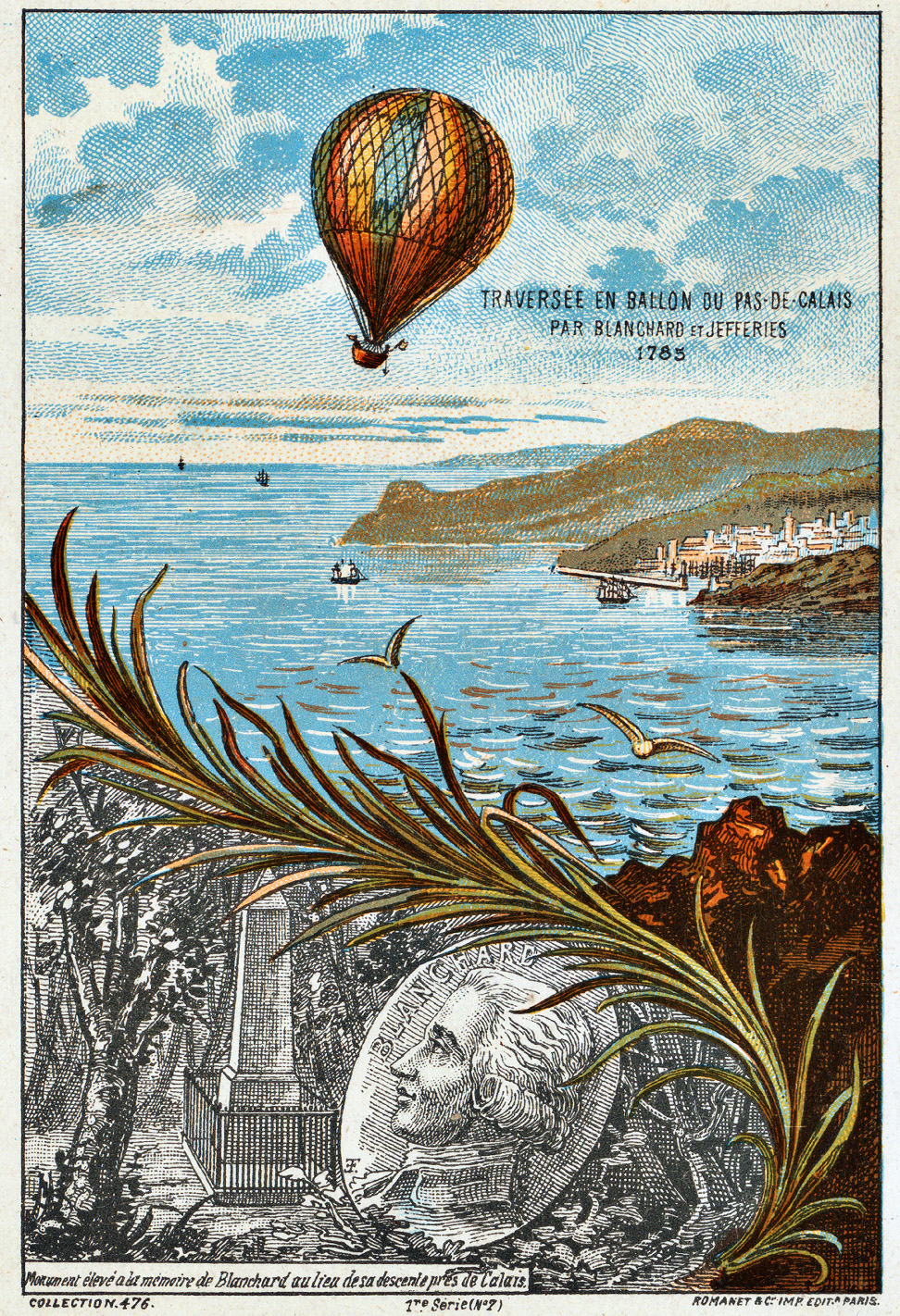
رسم تصويري لعبور جان بيير بلانشار بحر المانش على متن المنطاد الهوائي في 7 يناير من عام 1785 م.

|                                                     |
| صور لرحلات المنطاد مرسومة على البطاقات في القرن 19. |

## شركة مونغولفييه
في العام 1799 م توفي إيتان دي مونغولفييه مخلفاً ورائه زوج ابنته ألكسوندرين دي مونغولفييه والذي يدعى بارتيليمي بارو دي لامباديير دي كانسون  ليصبح خليفاً له ورئيساً لهذه الشركة. وفي العام 1801 م تغير اسم الشركة إلى مونغولفييه وكانسون والتي لا تزال حتى يومنا هذا تنتج أوراق كانسون للفنون الجميلة، وأوراق المدرسة والرسم والتصوير الفوتوغرافي التي تباع في 120 بلداً.

## حادثة طريفة
عندما هبط المنطاد لأول مرة في مزرعة أحد الفلاحين قام الفلاحون المحليون بأخذ عصيهم ليضربوا المنطاد ظناً منهم أن هذا الشيء الذي سقط من السماء هو كائن غريب، ولمنع المزارعين من تدميره قام الطياران بيلاتير وفرانسوا لوران دي آرلانديز بتقديم النبيذ (كان هذا النبيذ موجوداً في المنطاد) للمزارعين حتى لايقوموا بتدميره ويسمحوا لهما بالهبوط في مزرعتهم 

## رحلة البالون في الولايات المتحدة
في 9 يناير 1793 م حصلت أول رحلة للمنطاد الهوائي في الولايات المتحدة حلق به جان بيير بلانشار من أمام ساحة سجن واشنطن في فيلادلفيا، بنسلفانيا في حضور الرئيس الأمريكي جورج واشنطن والسفير الفرنسي مع حشد من المتفرجين وقد صعد لارتفاع 5800 قدم.

## أول بريد جوي
حمل جان بيير بلانشار أول بريد جوي معه على متن المنطاد الهوائي في الولايات المتحدة الأمريكية.

## روابط خارجية
- "Lighter than air: the Montgolfier brothers"
- "Balloons and the Montgolfier brothers"